# Messerschmitt P.1110
Le Messerschmitt P.1110 est un avion à réaction expérimental du Troisième Reich. L'appareil resta au stade de l'étude préliminaire. Un réacteur devait être installé à l'arrière du fuselage et alimenté par des prises d'air noyées dans celui-ci, aux environs du bord de fuite des ailes.

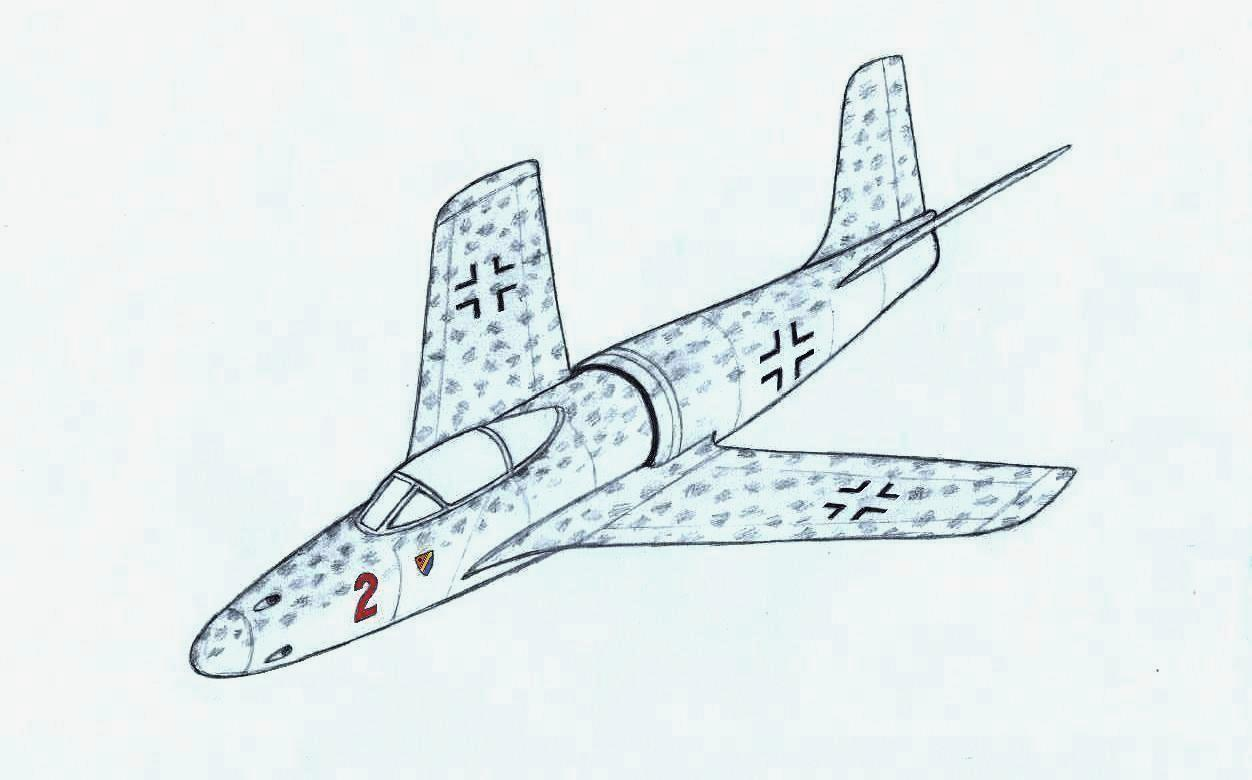
Dessin de l'avion.